# Jazmin Sawyers
Jazmin Jane Sawyers (* 21. Mai 1994 in Stoke-on-Trent) ist eine britische Leichtathletin, die sich auf den Weitsprung spezialisiert hat. Zeitweilig war sie als Anschieberin im Bobsport aktiv.

## Sportliche Laufbahn

### Leichtathletik

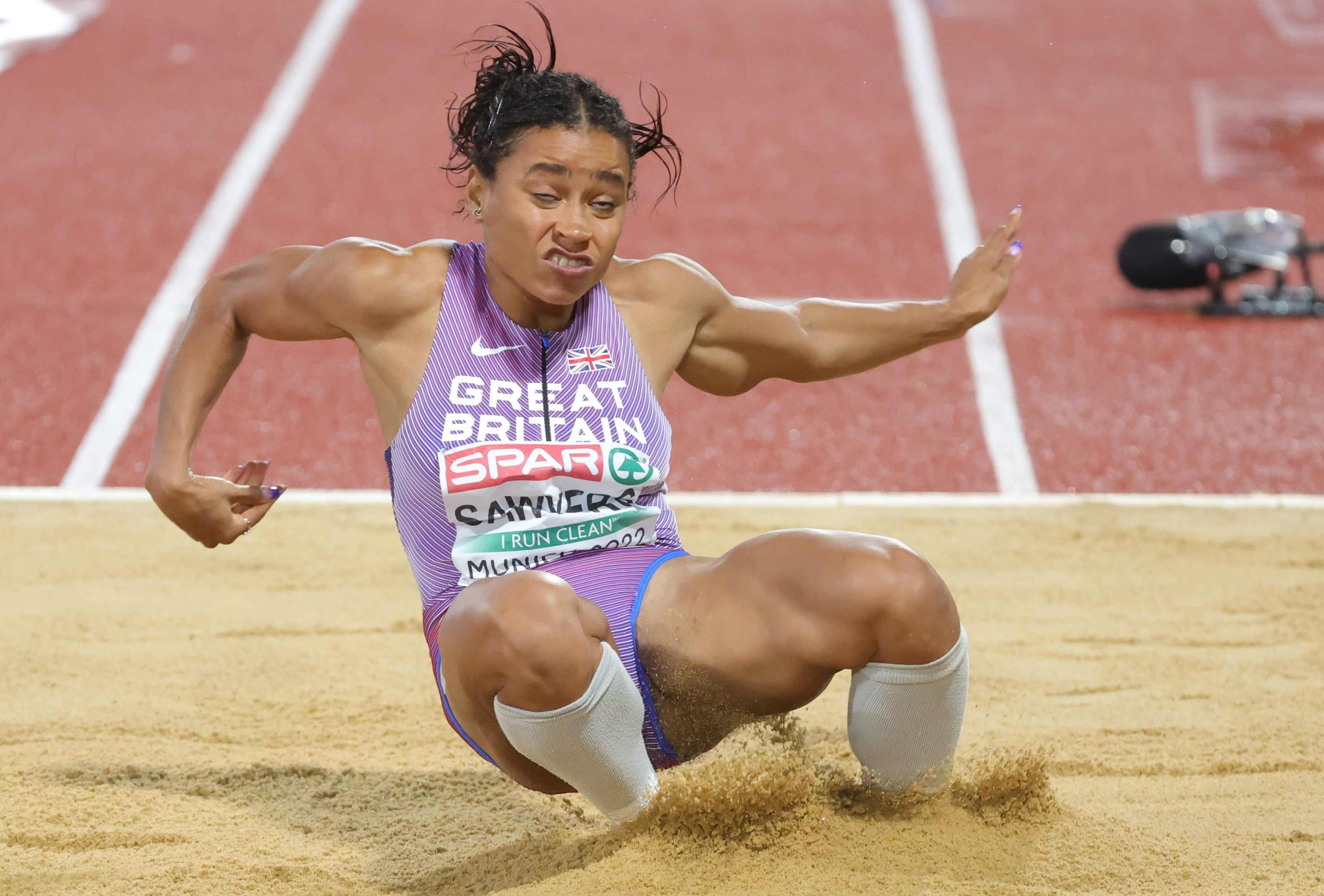
Sawyers bei den Europameisterschaften 2022 in München

Erste internationale Erfahrungen sammelte Jazmin Sawyers bei den Jugendweltmeisterschaften 2011 nahe Lille, bei denen sie mit 5296 Punkten den neunten Platz im Siebenkampf belegte. Im Jahr darauf gewann sie bei den Juniorenweltmeisterschaften in Barcelona mit 6,67 m die Bronzemedaille und 2013 bei den Junioreneuropameisterschaften in Rieti mit 6,63 m die Silbermedaille. 2014 nahm sie erstmals an den Commonwealth Games in Glasgow teil und gewann für England startend mit einer Weite von 6,54 m die Silbermedaille hinter der Nigerianerin Ese Brume. 2015 folgte eine weitere Silbermedaille bei den U23-Europameisterschaften in Tallinn, bei denen sie sich mit 6,71 m nur der Deutschen Malaika Mihambo geschlagen geben musste. 2016 nahm sie an den Hallenweltmeisterschaften in Portland teil und erreichte dort mit 6,31 m Rang 13. Anschließend gewann sie bei den Europameisterschaften in Amsterdam mit 6,86 m die Silbermedaille hinter Ivana Španović aus Serbien. Damit qualifizierte sie sich für die Olympischen Spiele in Rio de Janeiro, bei denen sie mit 6,69 m im Finale den achten Platz belegte.
2017 wurde sie bei den Halleneuropameisterschaften in Belgrad mit 6,67 m Sechste. Im August nahm sie erneut an den Weltmeisterschaften in London teil, schied diesmal aber mit 6,34 m in der Vorrunde aus. Im Jahr darauf belegte sie bei den Commonwealth Games im australischen Gold Coast mit 6,35 m den siebten Platz und wurde bei den Europameisterschaften in Berlin mit einer Weite von 6,67 m Vierte. 2019 scheiterte sie bei den Halleneuropameisterschaften in Glasgow mit 6,28 m in der Qualifikation und auch bei den Weltmeisterschaften Anfang Oktober in Doha verpasste sie mit 6,46 m den Finaleinzug. 2020 siegte sie bei den Paavo Nurmi Games mit einem Satz auf 6,54 m und im Jahr darauf schied sie bei den Halleneuropameisterschaften in Toruń mit 6,48 m erneut in der Vorrunde aus. Anfang Juni steigerte sie ihre Bestleistung auf 6,90 m und qualifizierte sich damit für die Olympischen Sommerspiele in Tokio, bei denen sie mit 6,80 m im Finale den achten Platz belegte.
2022 gelangte sie bei den Weltmeisterschaften in Eugene mit 6,62 m im Finale auf den neunten Platz und belegte anschließend bei den Commonwealth Games in Birmingham mit 6,84 m Rang vier. Daraufhin gewann sie bei den Europameisterschaften in München mit einem Sprung auf 6,80 m die Bronzemedaille hinter der Serbin Ivana Vuleta und Milaika Mihambo aus Deutschland. Im Jahr darauf siegte sie bei den Halleneuropameisterschaften mit neuer Bestleistung von 7,00 m. Im Freien konnte sie nicht an ihre Leistungen aus der Halle anschließend und schied im August bei den Weltmeisterschaften in Budapest mit  6,41 m in der Qualifikationsrunde aus.
In den Jahren 2016, 2020 und 2021 und 2023 wurde Sawyers britische Meisterin im Weitsprung im Freien sowie 2016 und 2023 auch in der Halle. Sie absolvierte ein Studium für Kriminologie und Recht an der University of Bristol. Zudem ist sie auch als Sängerin und Songwriterin aktiv.

### Wintersport
Im Winter tritt Sawyers als Anschieberin im Bobsport an. Mit der Pilotin Mica McNeill gewann sie bei den Olympischen Jugend-Winterspielen 2012 in Innsbruck die Silbermedaille. Schon in der Vorsaison debütierte sie an der Seite von Kirsten Emery im Bob-Europacup von Igls und wurde in zwei Rennen 19.

## Persönliche Bestleistungen
- Weitsprung: 6,90 m (+1,9 m/s), 6. Juni 2021 in Chula Vista
  - Weitsprung (Halle): 7,00 m, 5. März 2023 in Istanbul